# Юзеф Чаплицький
Юзеф Чаплицький (пол. Józef Czaplicki; 31 серпня 1911, Лодзь — 26 червня 1985, Варшава), уроджений Ізідор Курц (пол. Izydor Kurc (Kurtz)) — польський офіцер комуністичної держбезпеки, високопоставлений функціонер RBP, МГБ, КГБ та СБ ПНР. Член Державної комісії безпеки, організатор політичних репресій, активний учасник придушення антикомуністичного підпілля. Звинувачувався у свавільних арештах і застосуванні тортур, звільнений під час польської десталінізації. Зазнав переслідувань під час антисемітської кампанії. Був засуджений за шахрайство, проте амністований.

## Підпільник і партизан
Народився у сім'ї єврейського комерсанта. При народженні отримав ім'я Ізідор Курц. (Деталі походження не цілком зрозумілі — за деякими даними, він народився у Відні, його батьків звали інакше, ніж зазначено у документах). З юності приєднався до комуністичного руху, вступив до Комуністичного союзу польської молоді та до Комуністичної партії Польщі. Демонстрував оперативні здібності у підпіллі.
У 1931 році Ізідор Курц був заарештований і засуджений до трьох років в'язниці. Наступного року тимчасово випущений для лікування за умови повернення до в'язниці, але перебрався у Вільне місто Данциг. Нелегально повернувся до Польщі для створення комуністичного підпілля. У 1935 році — з дозволу партійного начальства — добровільно з'явився в поліцію і відбув термін ув'язнення. Був звільнений у 1937 році, легально проживав у Варшаві. Після німецького вторгнення до Польщі у 1939 році переїхав у Білосток, переданий радянським військам. Влаштувався працювати ткачем.
Після нападу нацистської Німеччини на СРСР у 1941 році прослухав курси НКВС у Горькому. Був відправлений для організації партизанського руху у Брянських лісах. У 1942—1943 роках — у партизанській бригаді під Орлом. У квітні-липні 1944 році служив у польському спецбатальйоні Генріка Торуньчика. Підтвердив свої оперативні навички, особливо у розвідувально-диверсійній діяльності.
Серед польських комуністів був відомий під прізвисько Кузин, Міхал, Фелек, Юзек, Антосьо, серед радянських партизанів Сашко. Прийняв партизанський псевдонім Юзеф Чаплицький, який з 1953 року став його офіційним особистим ім'ям.

## Офіцер держбезпеки
Після створення ПКНВ 21 липня 1944 року Юзеф Чаплицький у званні капітана був направлений на службу до Відомства громадської безпеки (RBP). Служив у ключовому Департаменті контррозвідки під керівництвом Романа Ромковського, був одним із провідних оперативників RBP. З вересня до листопада керував підрозділом оперативного контролю за промисловістю. Повністю підтримував сталінський режим Болеслава Берута. Був нагороджений кількома орденами Польщі та СРСР.
З січня 1945 року ПКНВ було перетворено на тимчасовий уряд, RBP — у Міністерство громадської безпеки (МГБ). 15 січня Чаплицький очолив оперативну групу МГБ у Варшаві, яка вважалася «опорним пунктом НКВС у Польщі». Займався ліквідацією антикомуністичних підпільних груп. 10 лютого призначений начальником контррозвідувального відділу воєводського управління безпеки (WUBP) у Лодзі, далі виконував обов'язки начальника WUBP. З 27 липня — заступник начальника I департаменту — контррозвідка — у центральному апараті МГБ. Брав участь в арешті полковника Армії Крайова (АК) Яна Мазуркевича. Був членом урядущої компартії ПРП, з 1948 року — ПОРП.
З січня 1946 року підполковник Юзеф Чаплицький — начальник VII департаменту МГБ; 1 квітня перейменований за нумерацією у III департамент — боротьба з антикомуністичним збройним підпіллям. З грудня 1947 року до березня 1950 року — у званні полковника знову заступник начальника I департаменту; потім з 1 квітня 1953 року — знову начальник III департаменту. Існує інформація про особисту участь Чаплицького у ліквідації повстанських загонів, позасудових вбивствах і застосуванні тортур — наприклад, полонених бійців загону Адама Куша поблизу міста Томашів у серпні 1950 року.
Полковник Чаплицький належав до кола провідних функціонерів МГБ, який визначав каральну політику — поряд з такими діячами репресивного апарату, як генерал Ромковський, генерал Метковський, полковник Анджеєвський, полковник Ружанський, полковник Фейгін, полковник Брістігер, підполковник Святло, капітан Дуда. Чаплицький на чолі контрповстанського департаменту та Брістігер на чолі департаменту боротьби з антидержавною діяльністю були ключовими оперативними фігурами МГБ на межі 1940—1950-х років. У 1946—1948 роках перебував у Державній комісії безпеки під головуванням міністра національної оборони Міхала Ролі-Жимерського.
Особливо значущою була його роль на чолі III департаменту — органу придушення антикомуністичного повстанства. За керівною участю Чаплицького було проведено Операцію Цезар — складний комплекс дезінформаційних, дезінтеграційних і ліквідаційних заходів, у результаті якого було практично знищено підпільну структуру WiN. Отримав у МГБ прізвисько Akower — неперекладне буквально, за змістом означало «Винищувач АК». У внутрішніх розкладах апарату МГБ та ПОРП відносився до «єврейської групи», замкнутої на одного з найвищих партійно-державних керівників Якуба Бермана.
Після смерті Сталіна у ПНР розпочалися політичні зміни: значно скоротився масштаб репресій, було розформовано МГБ, започатковано Комітет громадської безпеки (КГБ) у зниженому статусі та з урізаними повноваженнями. З січня 1955 року полковник Чаплицький — заступник начальника, з лютого 1956 року — начальник I департаменту (розвідка). 28 листопада 1956 року було скасовано КГБ та створено Службу безпеки ПНР (СБ) у системі МВС. Полковника Чаплицького було призначено заступником начальника I департаменту МВС (розвідка).

## Розслідування та звільнення
Польська десталінізація, розпочата у жовтні 1956 року новим партійним керівництвом Владислава Гомулки, призвела до розслідування «порушень соцзаконності» беруто-берманівського періоду. Чаплицький постав перед партійною комісією, серед членів якої був раніше репресований Вацлав Комар. Комісія висунула звинувачення у довільних арештах, обшуках, побиттях і тортурах, застосуванні недозволених методів провокації в оперативних заходах, присвоєнні конфіскованого майна та коштів. Головними співучасниками Чаплицького були названі Ружанський і Дуда. Розкрилися такі факти, як доставляння в особистий кабінет Ромківського мільйона доларів готівкою та триста кілограмів золота.
Чаплицький категорично не визнавав своєї провини, але комісія визнала звинувачення доведеними. На відміну від Ромковського, Ружанського та Фейгіна, Чаплицького не заарештували, але жорстко критикувався за партійною лінією. 31 травня 1957 року звільнений з МВС.

## Проблеми на пенсії
Після відставки Юзеф Чаплицький більше не мав відношення до силових структур s політичної діяльності. Однак зазначається, що зв'язки у партійно-державному апараті допомогли йому знову отримати високі посади: у 1958—1967 роках він обіймав керівну посаду у Державній торговій інспекції.
Вихід Чаплицького на пенсію збігся з початком антисемітської кампанії 1968 року. Єврейське походження Чаплицького, еміграція родичів до Ізраїлю, участь дочки у студентських протестах і від'їзд до Швеції привернули увагу СБ. Знову розкрилися дані про протизаконні махінації: 1962 року торговий інспектор Чаплицький виступав платним посередником при звільненні заарештованого шахрая. У 1971 році він був заарештований Слідчим бюро МВС, відданий під суд і засуджений до року в'язниці та штрафу у 100 тисяч злотих.
Однак нове керівництво ПОРП на чолі з Едвардом Гереком не мало інтересу до продовження політичних кампаній часів Гомулкі. Щодо Чаплицького було застосовано амністію (з нього стягнули лише тисячу злотих судових витрат). Далі він жив суто приватним життям, ніяк не реагуючи на бурхливі політичні події. Помер незадовго до свого 74-річчя. Похований у Варшаві на Північному муніципальному цвинтарі.